# Hoplestigmataceae
Hoplestigmataceae là một họ được ghi nhận trong hệ thống APG II năm 2003 với vị trí không chắc chắn, nhưng không được công nhận trong hệ thống APG III năm 2009 và hệ thống APG IV năm 2016 và chi duy nhất của họ này là Hoplestigma được gộp vào họ Boraginaceae nghĩa rộng. Tuy nhiên, một số tác giả khác vẫn công nhận họ này.

## Đặc điểm
Họ này khi được công nhận sẽ bao gồm 2 loài cây gỗ có các lá đơn có cuống, to, hình trứng ngược, gân lá lông chim, mép lá nguyên, mọc so le, không lá kèm. Hoa lưỡng tính mọc thành cụm hoa là các xim hoa ở đầu cành. Các hoa không lá bắc, kích thước từ trung bình tới lớn. Bao hoa với đài và tràng hoa phân biệt, 13-18, với 3-5 vòng không đều, bất đẳng số. Đài hoa 1 vòng, có lá đài hợp, bền. Tràng hoa 11-14, 2-4 vòng không đều, có cánh hoa hợp. Bộ nhị 20-35, rời với bao hoa và rời với nhau, 3 vòng không đều. Nhị 20-35, chỉ bao gồm nhị sinh sản. Bao phấn đính lưng (gần gốc), mở theo khe nứt dọc hướng về phía bao phấn khác, dạng 4 túi bào tử. Các hạt phấn có 3 khe nứt dọc tương tự như ở chi Ehretia. Bộ nhụy 2 lá noãn, dạng quả tụ. Nhụy 1 ngăn. Bầu nhụy 1 ngăn, không cuống. Vòi nhụy 2, hợp một phần sát gốc. Đầu nhụy 2, hình đầu. Kiểu đính noãn vách. Noãn trong một khoang 4 (2 trên mỗi thực giá noãn), lòng thòng, ngược, đơn vỏ. Quả hạch không nứt chứa một hạch có 4 hạt ít nội nhũ. Phôi mầm 2, thẳng.
Danh pháp của chúng là:
- Hoplestigma klaineanum Pierre, 1899 có ở Cote D'Ivoire và Gabon.
- Hoplestigma pierreanum Gilg, 1908 có ở Cameroon.